# John Patrick (calciatore)
John Joe Patrick Finn Benoa, noto semplicemente come John Patrick o John Patrick Finn (Madrid, 24 settembre 2003), è un calciatore spagnolo naturalizzato irlandese, attaccante del Stade Reims.

## Biografia
Nato a Madrid, suo padre è irlandese mentre sua madre è franco-camerunese.

## Caratteristiche tecniche
È un centravanti molto versatile che può essere impiegato anche ai lati di un tridente. Agile nonostante l'altezza, ha un buon controllo di palla e trova nel gioco aereo il proprio punto di forza.

## Carriera

### Club
Entra a far parte del settore giovanile del Real Madrid nel 2012 all'età di 9 anni, rimanendo con le Merengues per due stagioni; negli anni seguenti gioca con Canillas, Alcobendas e Getafe sempre nei settori giovanili.
Il 5 dicembre 2020, prima ancora di esordire con la squadra riserve, fa il suo debutto in Primera División giocando gli ultimi minuti dell'incontro perso 3-0 contro il Levante, diventando all'età di 17 anni e 42 giorni il più giovane esordiente della storia del club.

### Nazionale
Nel maggio 2025 viene convocato per la prima volta in nazionale maggiore, con cui esordisce il 10 giugno seguente nell'amichevole pareggiata per 0-0 in casa del Lussemburgo.

## Statistiche
Statistiche aggiornate al 18 ottobre 2021.

### Presenze e reti nei club
| Stagione        | Squadra         | Campionato      | Campionato | Campionato | Coppe nazionali | Coppe nazionali | Coppe nazionali | Coppe continentali | Coppe continentali | Coppe continentali | Altre coppe | Altre coppe | Altre coppe | Totale | Totale | Totale |
| Stagione        | Squadra         | Comp            | Pres       | Reti       | Comp            | Pres            | Reti            | Comp               | Pres               | Reti               | Comp        | Pres        | Reti        | Pres   | Reti   |        |
| --------------- | --------------- | --------------- | ---------- | ---------- | --------------- | --------------- | --------------- | ------------------ | ------------------ | ------------------ | ----------- | ----------- | ----------- | ------ | ------ | ------ |
| 2020-2021       | Getafe          | PD              | 6          | 0          | CR              | 2               | 0               |                    | -                  | -                  |             | -           | -           | 8      | 0      |        |
| Totale carriera | Totale carriera | Totale carriera | 6          | 0          |                 | 2               | 0               |                    | -                  | -                  |             | -           | -           | 8      | 0      |        |

### Cronologia presenze e reti in nazionale
| Cronologia completa delle presenze e delle reti in nazionale ― Irlanda | Cronologia completa delle presenze e delle reti in nazionale ― Irlanda | Cronologia completa delle presenze e delle reti in nazionale ― Irlanda | Cronologia completa delle presenze e delle reti in nazionale ― Irlanda | Cronologia completa delle presenze e delle reti in nazionale ― Irlanda | Cronologia completa delle presenze e delle reti in nazionale ― Irlanda | Cronologia completa delle presenze e delle reti in nazionale ― Irlanda | Cronologia completa delle presenze e delle reti in nazionale ― Irlanda |
| Data                                                                   | Città                                                                  | In casa                                                                | Risultato                                                              | Ospiti                                                                 | Competizione                                                           | Reti                                                                   | Note                                                                   |
| ---------------------------------------------------------------------- | ---------------------------------------------------------------------- | ---------------------------------------------------------------------- | ---------------------------------------------------------------------- | ---------------------------------------------------------------------- | ---------------------------------------------------------------------- | ---------------------------------------------------------------------- | ---------------------------------------------------------------------- |
| 10-6-2025                                                              | Lussemburgo                                                            | Lussemburgo                                                            | 0 – 0                                                                  | Irlanda                                                                | Amichevole                                                             | -                                                                      | 90’                                                                    |
| Totale                                                                 |                                                                        | Presenze                                                               | 1                                                                      |                                                                        | Reti                                                                   | 0                                                                      |                                                                        |